# 龙场梅花草
龙场梅花草（学名：Parnassia esquirolii）为卫矛科梅花草属下的一个种。

## 扩展阅读
- 維基物種上的相關：龙场梅花草